# Mesorregión del Norte Catarinense
La mesorregión del Norte Catarinense es una de las seis mesorregiones del estado brasileño de Santa Catarina. Es formada por la unión de 26 municipios agrupados en tres microrregiones.
Es en esta región altamente industrializada está Joinville, la ciudad más grande del Estado, con más de 500.000 habitantes. El Norte catarinense fue colonizado predominantemente por alemanes. 

## Microrregiones
- Canoinhas
- Joinville
- São Bento del Sur

- Datos: Q251858